# رياضي محمد أفندي
رياضي محمد أفندي (حوالي 1572 أو 1573 – 1644 م) كان شاعرًا وكاتبًا عثمانيًا. ويُعد كتابه "رياض الشعراء" (القاموس الفهرسي للشعراء) السابع من نوعه في التاريخ العثماني وله أهمية كبيرة. يُعتبر رياضي من آخر مجموعة من علماء المراجع الذين حاولوا تغطية مجال الشعر العثماني بأكمله.

## الحياة
وُلِد رياضي باسم محمد في مكة المكرمة في العام الهجري 980 الذي يقابل 1572 أو 1573 م (على الأغلب 1572 م). سُمي على اسم جده العالم الكبير محمد أفندي البركي (من بركي) الذي تُوفي عام 1573، وكان ابن مصطفى البركي. كان والده قاضيًا وأعطى محمد تعليمه المبكر. وعند عودته إلى إسطنبول، انضم محمد إلى مهنة الفقه. تلقى تعليمه في المدرسة على يد مؤيد زاده عبد القادر أفندي. عمل ملا في العديد من المدن بما في ذلك إسطنبول والقدس والقاهرة وحلب والعديد من المحافظات في الأناضول. في عام 1626 تقاعد بسبب الصمم ولم يعمل منذ ذلك الحين. توفي الرياضى في 7 أيار 1644 م في إسطنبول.

## الشِعر
كتاب رياضي سوارا هو كتاب التذكرة السابع في خط كتب التذكرات العثمانية. وقد غطت مجموعة مختارة من الشعراء على أساس "العظمة" كما حكم بها المؤلف مدعومة بحكم مستقل. وكان لدى علماء المكتبات الآخرين الذين جاءوا بعده آراء مختلفة عنه. تتسم شخصيته بالجشع والدناءة، وقد تأثرت شخصيته وشعر رياضى كثيرًا بزوجته. يصفه ضياء باشا بأنه "الوردة البيضاء في حديقة الكلام والبطل في مجال الفن"، ويخص قصيدته بالثناء بشكل خاص. بدأ في كتابة التذكرة في عام 1607 م. وقد اكتملت المراجعة الأولى في سنة 1609م (1018هـ). ويُعتقد أن النسخة الثانية انتهت في عام 1617، حيث تضمنت تغييرات جذرية في سيرة السلطان أحمد الأول الذي توفي في ذلك العام. تأثر رياضي بالشاعر المعروف الآخر نفعي، ولكن فقط في الاهتمام الخاص الذي أولاه لأشعاره، ولم يكن عمله مستوحى من أي مدرسة شعرية سابقة. وكان رياضي بطبيعة الحال شاعرًا بنفسه. لقد ترك ديوانًا شعريًّا ضخمًا. بالإضافة إلى ذلك، لديه أعمال أخرى: السكينة، والقاموس التركي الفارسي.

## قراءة إضافية
- The Encyclopaedia of Islam, New Edition (بالإنجليزية). Leiden: E. J. Brill. 1960–2005. {{استشهاد بموسوعة}}: الوسيط |title= غير موجود أو فارغ (help)